# Mellby, Laholms kommun
Mellby är en bebyggelse i Laholms socken i Laholms kommun belägen en knapp kilometer inåt land från Mellbystrand och cirka en kilometer väster om centralorten Laholm. Bebyggelsen klassades före 2015 som en småort under namnet Mellbystrand (del av). Sedan 2015 klassas den som en del av tätorten Mellbystrand.   
I anknytning till orten finns en 9-håls golfbana, Mellby Golf, och sydväst om orten planerar Laholms kommun att placera en företagspark i anknytning till E6:an.